# 2-Naftilamina
2-Naftilamina é uma amina aromática. É usada para produzir corantes azo. É um conhecido carcinógeno humano e tem sido largamente substituído por compostos menos tóxicos.
Forma placas inodoras e incolores as quais fundem a 111-112 °C. Não dá coloração com cloreto férrico. Quando reduzido por sódio em solução em álcool amílico em ebulição forma o composto alicíclico tetrahidro-3-naftilamina, a qual tem a maioria das propriedades dos aminas alifáticas; é fortemente alcalina em reação, tem um odor amoniacal e não pode ser diazotado. Em oxidação rende ácido orto-carboxi-hidrocinâmico, HO2C•C6H4•CH2•CH2•CO2H. 
Numerosos ácidos sulfônicos derivados da 2-naftilamina são conhecidos, com diversas posições variantes do grupo sulfônico. Os mais importantes dos quais são os chamados no jargão da indústria química ácidos de letras, 2,8 ou Badische, o 2,5 ou Dahl, o 2,7 ou o ácido δ ou ácido de Casella, e o 2,6 ou ácido de Broenner (ou Bronner, ácido 6-amino-2-naftalenossulfônico). Destes, o ácido δ e o ácido de Broenner são os mais tecnicamente valiosos, já que combinam com orto-tetrazoditolil para produzir corantes vermelhos de qualidade.

Ácido de Casella

## Obtenção
2-Naftilamina é preparada por aquecimento de 2-naftol com cloreto de zinco e amônio a 200-210 °C; ou na forma de seu derivado acetila por aquecimento de 2-naftol com acetato de amônio a  270-280 °C.
Solubilidade:Solúvel (solúvel em álcool e éter)

## Papel em doenças
2-Naftilamina é encontrada na fumaça de cigarros e suspeita de contribuir para o desenvolvimento de câncer de bexiga.
É ativado no fígado mas prontamente desativado pr conjugação ao ácido glucurônico. Na bexiga, glucuronidase reativa-o por deconjugação, a qual conduz ao desenvolvimento de cãncer de bexiga.